# جوني نيل
جوني نيل (بالإنجليزية: Johnny Neel) هو كاتب أغاني ومغني وموسيقي وعازف بيانو أمريكي، ولد في 11 يونيو 1954 في ويلمنغتون في الولايات المتحدة.

## وصلات خارجية
- جوني نيل على موقع ميوزك برينز (الإنجليزية)
- جوني نيل على موقع أول ميوزيك (الإنجليزية)
- جوني نيل على موقع ديسكوغز (الإنجليزية)